# Semiothisa angustimargo
Semiothisa angustimargo là một loài bướm đêm trong họ Geometridae.